# Medaille van den Oorlog op Java 1825-1830
De Medaille van den Oorlog op Java (1825-1830) was de eerste Nederlandse campagnemedaille. Koning Willem I heeft deze medaille op 27 juni 1831 in een Koninklijk Besluit ingesteld na de met moeite behaalde overwinning op de Javaanse vorstenzoon Diepo Negoro. Men noemt deze koloniale oorlog algemeen de "Java-oorlog".
Europese militairen en inlandse officieren kwamen voor de medaille in aanmerking. De vele Javaanse en Sumatraanse soldaten en onderofficieren in Nederlandse dienst kregen deze beloning voor hun inzet dus niet.
De medaille is achthoekig en werd door de Koninklijke Nederlandse Munt in Utrecht in brons geslagen. De voorzijde van de medaille vertoont de kop van Koning Willem I met het omschrift "WILLEM I KONING DER NEDERLANDEN"
Op de keerzijde staat "OORLOG OP JAVA. 1825-1830" binnen een krans van eiken- en oranjeloof. De breedte van de medaille is 29 millimeter. Het egaal oranje lint is dertig millimeter breed en de medaille werd aan dat lint op de linkerborst gedragen.
In 1830 was het dragen van een baton nog niet gebruikelijk maar later kan men een egaal oranje baton hebben gedragen.
Er zijn ook vergulde medailles bekend. Deze medailles zijn in die vorm nooit uitgereikt maar zij danken hun bestaan, zo schrijven H. Meijer en zijn collegae, aan de ijdelheid van officieren die vonden dat hun achthoekige medaille te veel op de ronde Medaille voor trouwe dienst voor onderofficieren, bedoeld is het in 1825 ingestelde Onderscheidingsteken voor Langdurige, Eerlijke en Trouwe Dienst, leek. Een juwelier heeft de medailles daarom op hun verzoek verguld.

De zeldzame medailles met een bronzen krans als verhoging tussen de medaille en het lint zijn ook het product van ontevredenheid met de verleende of beschikbare onderscheidingen. Tot aan de dag in 1877 dat een Koninklijk Besluit vastlegde dat een Eervolle Vermelding door het aanbrengen van een kroon op het lint van het Ereteken voor Belangrijke Krijgsbedrijven werd aangeduid beschikten de in dagorders genoemde officieren immers niet over een zichtbaar aandenken aan deze grote eer. Zo ontstonden de, oogluikend toegestane, kransen voor eervol vermelden die ook op het Metalen Kruis 1830 en de Antwerpsche Medaille aangetroffen worden.
Onder de dragers was ook Mangkoenegara IV.